# Hacienda de Chicomocelo

## Ubicación
Chicomocelo fue una hacienda localizada en Tlacotepec, Morelos, en la región oriente del mismo; significa “Lugar de los sietes jaguares o donde jugueteaban los jaguares”. Está aproximadamente a un kilómetro de esa localidad.

## Descripción
Esta construcción registra sus inicios a principios de 1600 y fue edificada por religiosos jesuitas. Su terminación se dio en el año de 1650.

## Historia
Con la llegada de los españoles, se impulsó en la región la fundación de distintos centros industriales y es así como la orden jesuita construye Chicomocelo en el siglo XVII. El Archivo General de las Indias que se encuentra en Sevilla España, señala a Chicomocelo como sede de trapiches para la extracción del melado y su posterior conversión en azúcar.
Asimismo, en esta hacienda había enormes piedras que eran empleadas para la molienda del trigo. Estas piedras fueron movidas al centro de Tlacotepec con el fin de resguardarlas y exhibirlas a los turistas. Existe la posibilidad de que un fuerte sismo haya hecho incosteable su reconstrucción, lo que llevó a su abandono poco antes de la Guerra de Independencia.
La zona donde está situada esta exhacienda está llena de valles, lomeríos y barrancas que fueron el hábitat del venado, distintas especies de aves, del cuetlachtli (conocido como lobo mexicano), tlacuaches, conejos y también del jaguar. Al visitar esta construcción, es inevitable sentirse contagiado del ambiente colonial y ser transportado a los escenarios donde se desarrollaron múltiples leyendas que transmitidas de boca en boca. Justo enfrente de Chicomocelo se encuentra una presa que adorna aún más el paisaje ya de por sí bello del lugar. En esta hacienda falleció el jesuita y escritor Miguel Venegas.

## Textos Relacionados

### Chicomocelo (poema)
Respirar profundo y sentir,
sentir que lentamente,
en mis pulmones cambia el aire... 
sentir esa energía que me recorre toda
aire nuevo, brisa fresca,
el viento despeinando mi cabello,
invitándome a vivir de nuevo, una aventura....
Flotar... 
flotar encima de tus apacibles
y no se cuan, profundas aguas
y dejarme inundar por un místico paisaje hermoso
una presa profunda, una sencilla barca...
Y en el fondo de mi vista
la fuerza de un volcán que se contiene helado, 
detrás del casco de una vieja hacienda 
que evoca a mis ancestros
despertando mi pasado.
Mi cielo azul intenso... con una
pulcritud impresionante
Invitándome a soñar en futuro incierto,
incierto, sí, …pero lleno de pasión,
Que buena mezcla de sentidos
despierta en mi sentirte ,
sentirte, en cada pedacito de mi cuerpo
respirarte, 
respirarte con cada Poro de mi piel...
llevarte en mi recuerdo con ganas de no perder la paz que me estremece
“Chicomocelo”, 
(lugar donde juguetean los jaguares)
No cabe duda... que hoy
hoy. ha sido un placer que 
explota mis sentidos conocerte.....
```
                                                  
Ale Salcido
```

- Datos: Q5891140